# Ходорівка (зупинний пункт)
Ходорівка — пасажирський зупинний пункт Коростенської дирекції Південно-Західної залізниці (Україна), розташований на дільниці Звягель I — Житомир між зупинними пунктами Тетірка (відстань — 2 км) і Великий Луг (5 км). Відстань до ст. Звягель I — 33 км, до ст. Житомир — 58 км.
Розташований на південно-західній околиці села Тетірки Житомирського району, за 0,8 км на північний схід від Ходорівки.
Відкритий 1974 року.